# Schönfeld (Stadtkyll)

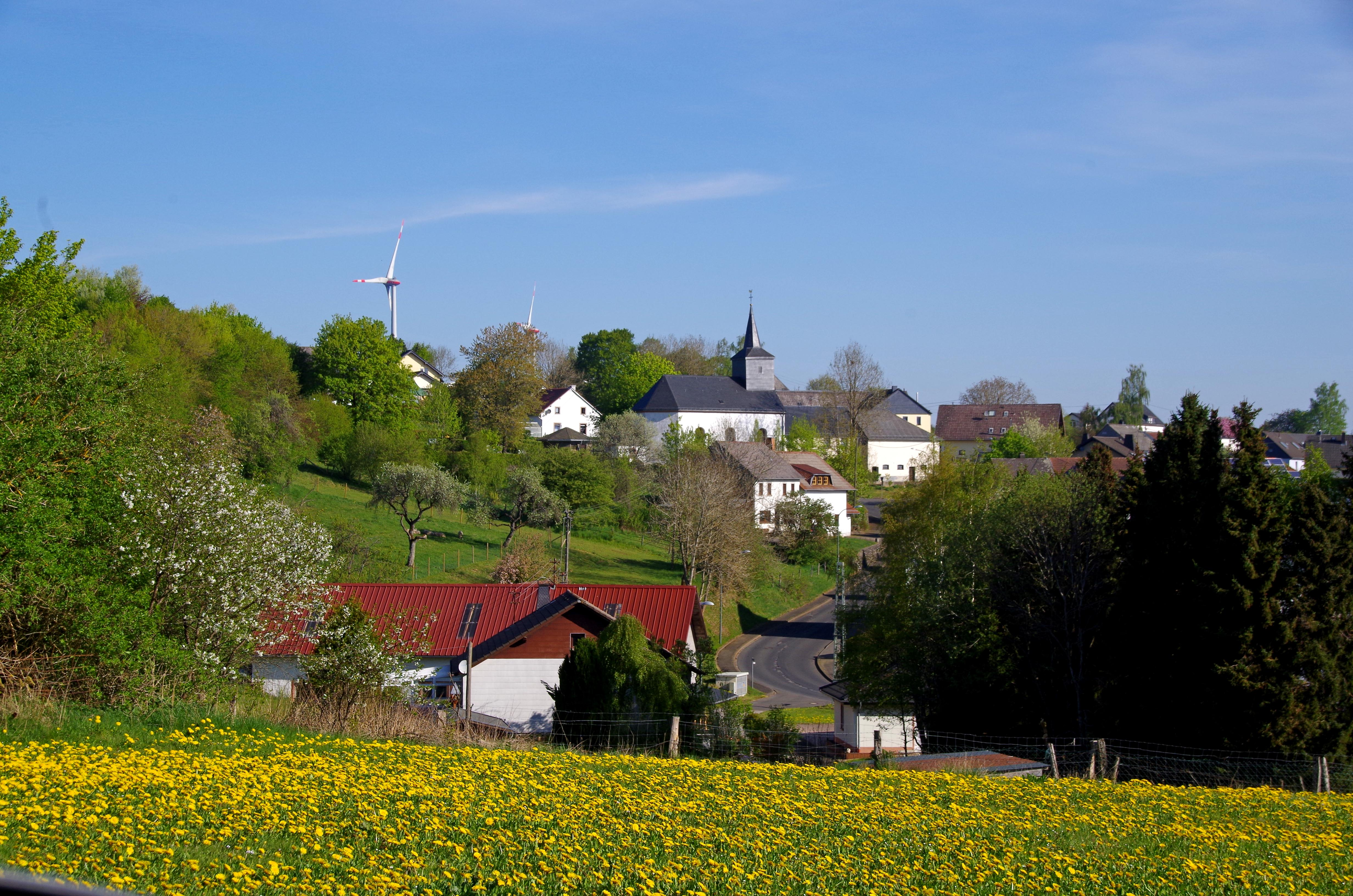
Schönfeld von Süden

Schönfeld ist ein Ortsteil der Ortsgemeinde Stadtkyll im Landkreis Vulkaneifel in Rheinland-Pfalz.

## Lage
Schönfeld liegt im Tal der Wirft. Nördlich der Ortslage erstreckt sich der Forst Arenberg. Durch den Ort verläuft die Landesstraße 24. Nachbarorte sind im Süd-Osten Steffeln und im Süd-Westen Reuth.

## Geschichte
Erstmals urkundlich erwähnt wurde Schönfeld im Jahr 1345 als Schonevelt. Zu dieser Zeit gehörte der Ort  zur  Grafschaft Blankenheim-Gerolstein, später Grafschaft Manderscheid. 1798 wurde Schönfeld wie die gesamte linke Rheinseite französisch und gehörte zum Département de la Sarre. 1815 wurde es dann schließlich preußisch. Aufgrund von einigen Ernteausfällen wanderten zwischen 1864 und 1890 über 60 Menschen aus.
Am 1. Januar 1971 wurde die bis dahin eigenständige Gemeinde Schönfeld mit seinerzeit 141 Einwohnern nach Stadtkyll eingemeindet.

## Politik
Der Ortsteil Schönfeld ist gemäß Hauptsatzung der einzige Ortsbezirk von Stadtkyll. Die Grenzen des Bezirks entsprechen denen der früheren Gemeinde. Er wird politisch von einem Ortsvorsteher und seit 2019 auch von einem Ortsbeirat vertreten.
Der Ortsbeirat in Schönfeld besteht aus sechs Mitgliedern, die bei der Kommunalwahl am 9. Juni 2024 in einer Mehrheitswahl gewählt wurden, und dem ehrenamtlichen Ortsvorsteher.
Sascha Hansen wurde am 22. Juli 2024 Ortsvorsteher von Schönfeld. Bei der Direktwahl am 9. Juni 2024 war er als einziger Bewerber mit einem Stimmenanteil von 79,45 % für fünf Jahre gewählt worden.
Seine Vorgängerin Carmen Mies hatte das Amt seit April 2012 ausgeübt und kandidierte bei der Wahl 2024 nicht erneut als Ortsvorsteherin. Zuvor hatten Irma Zekonja (April 2011 bis zum Jahresanfang 2012) und Herbert Thielen (1991 bis November 2010) das Ehrenamt inne.

## Sehenswürdigkeiten
- Die römisch-katholische Filialkirche „St. Matthias“  - Altarraum

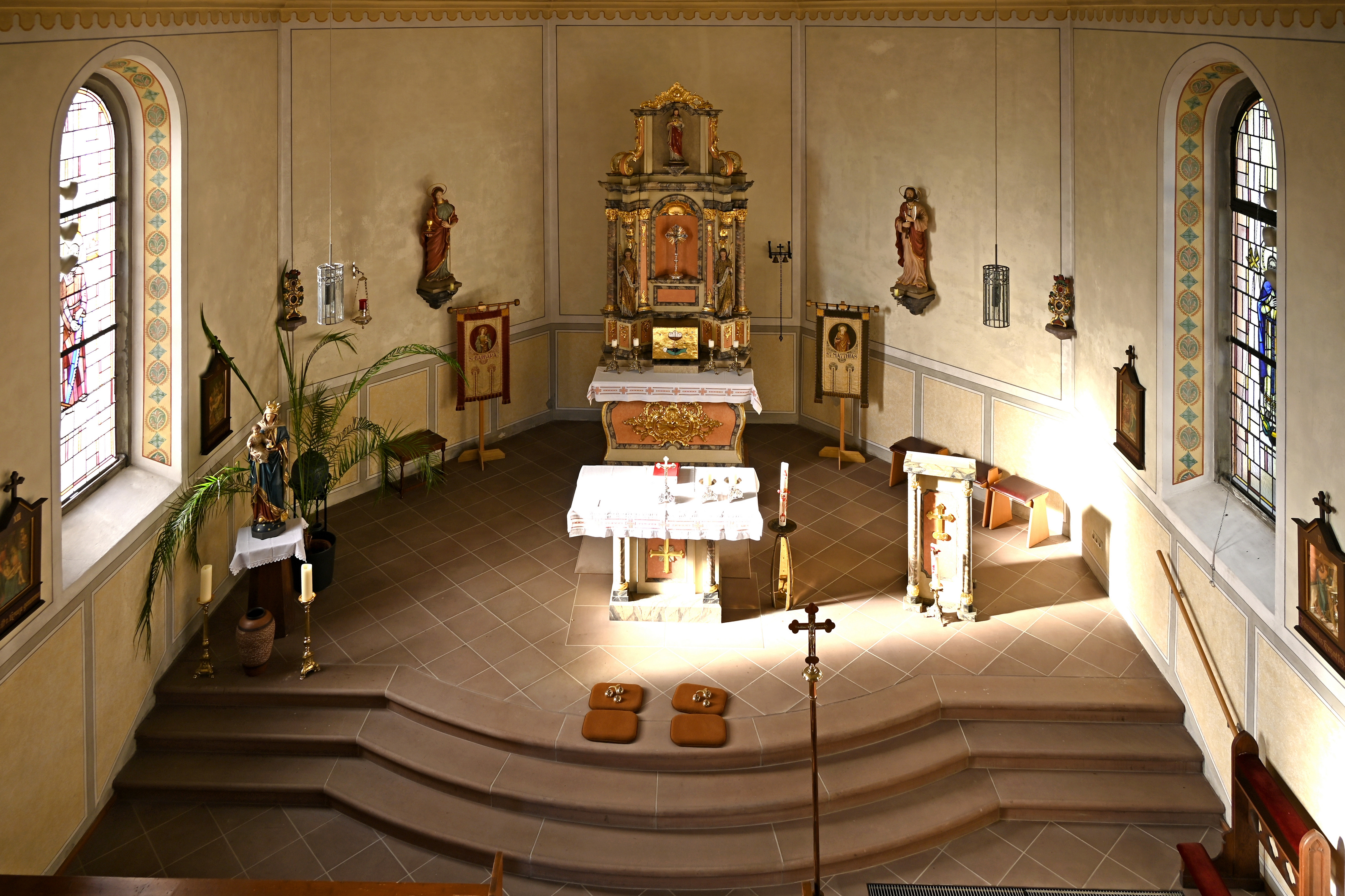
Altarraum
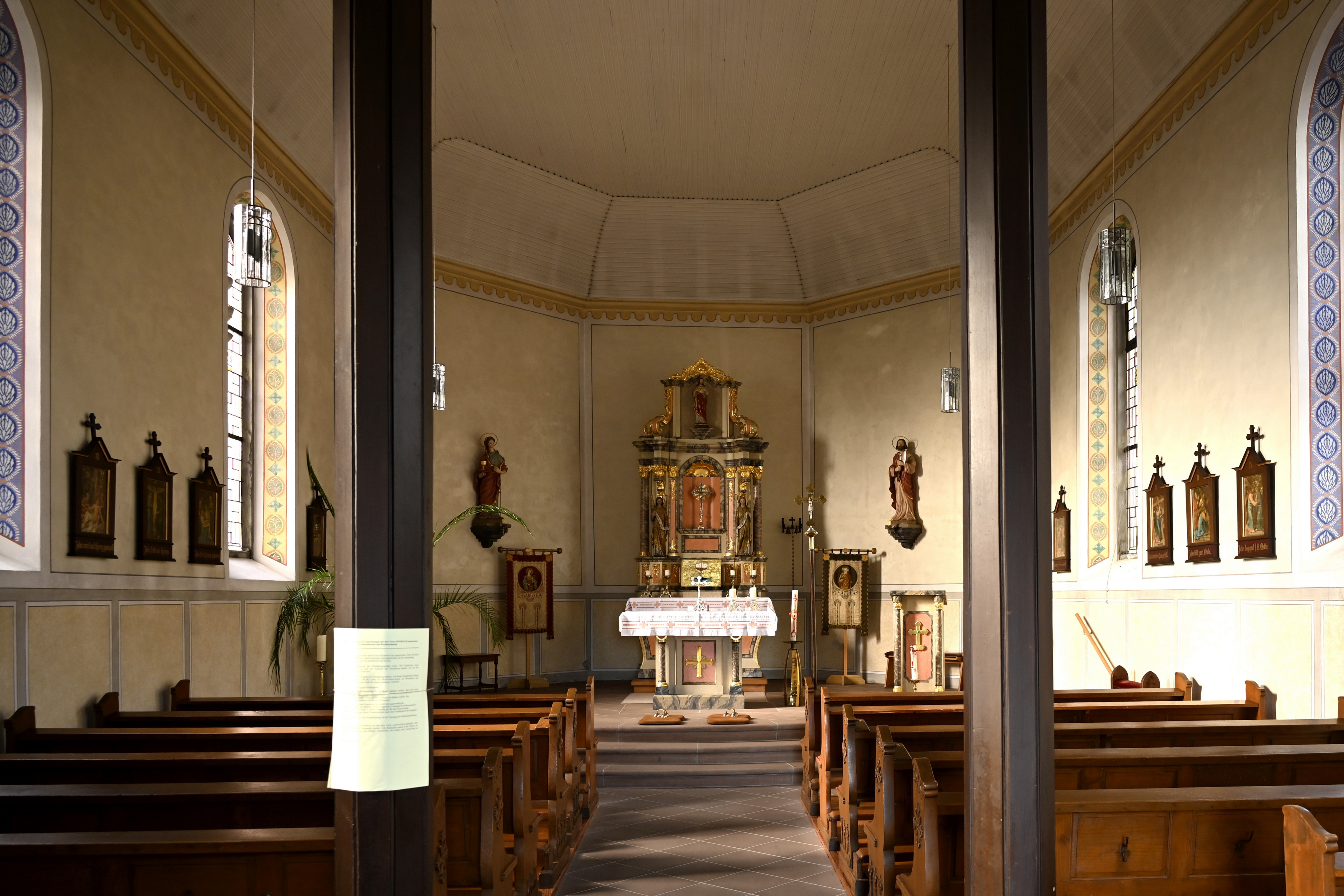
Kapellenraum
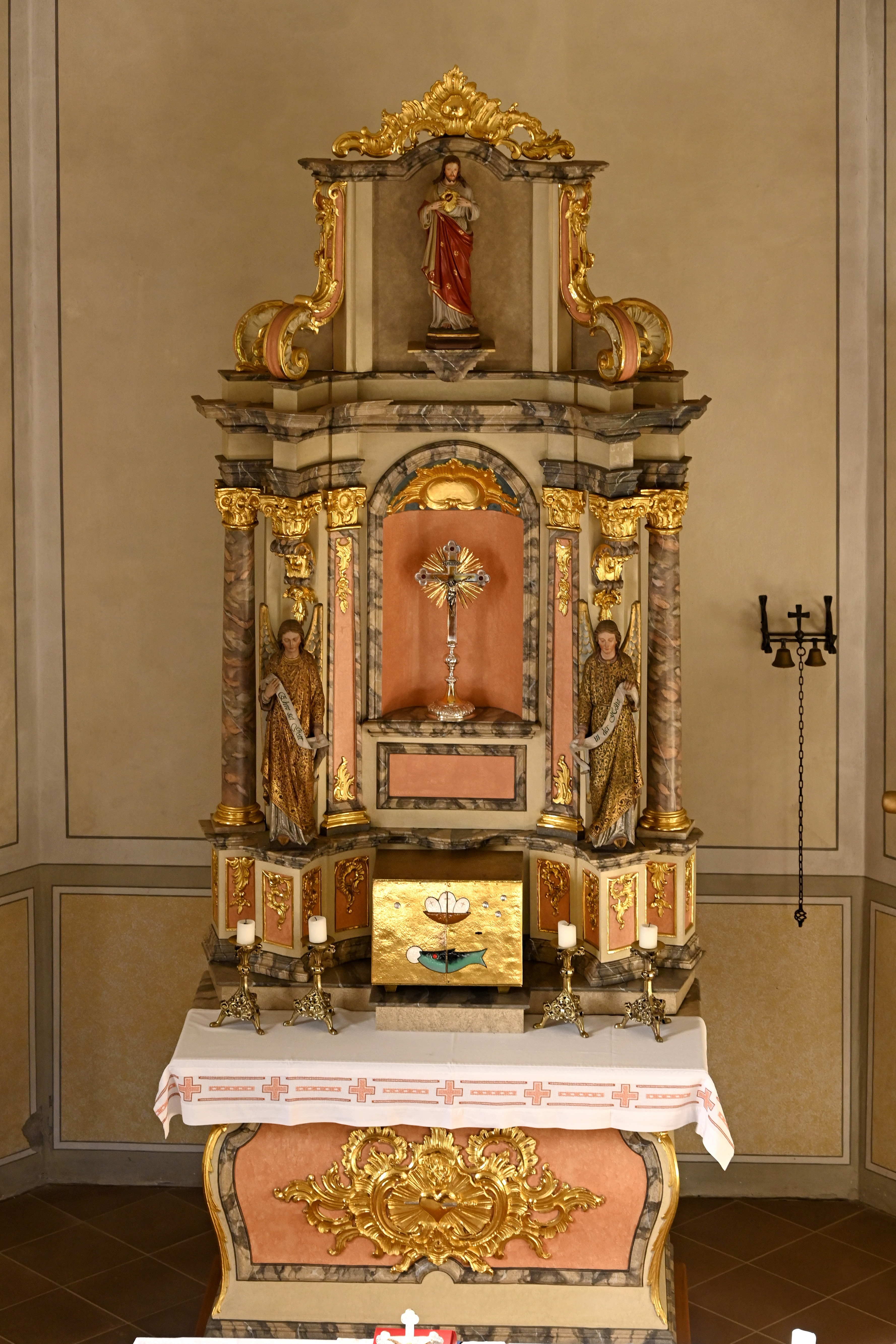
Barockaltar
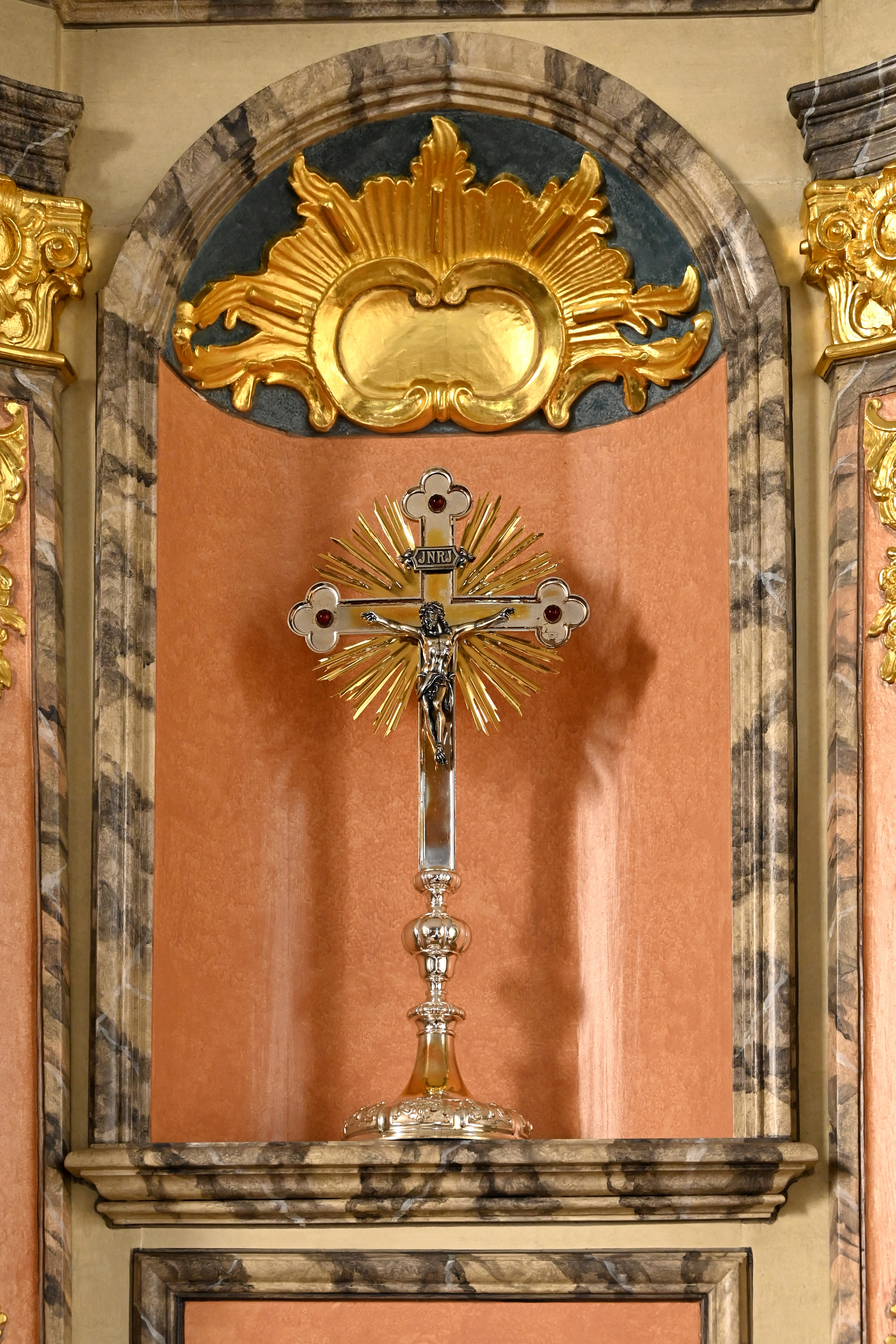
Kreuznische
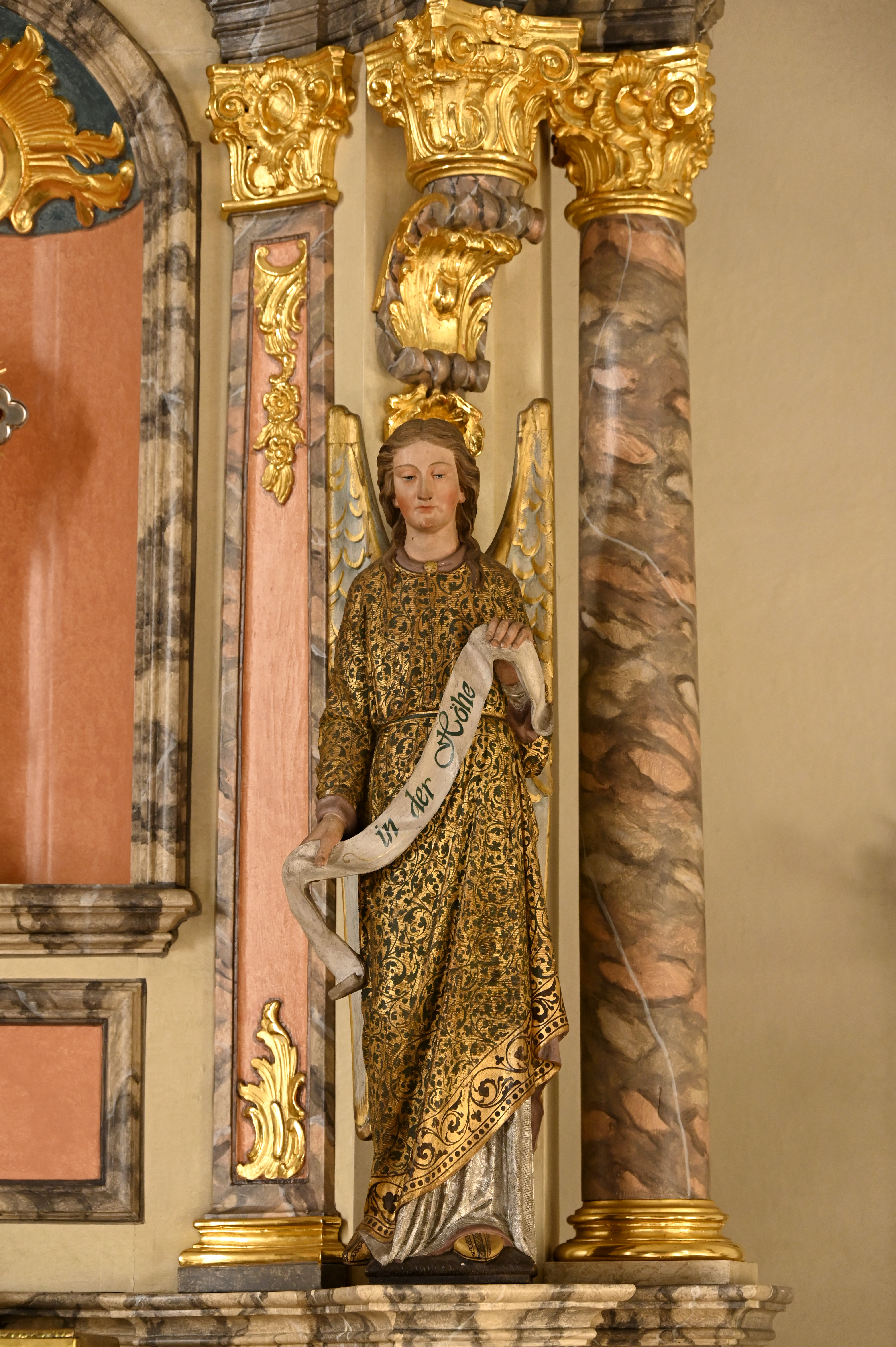
Altarengel

  - Kapellenraum
  - Barockaltar
  - Kreuznische
  - Altarengel